# Disc (журнал)
Disc — британский музыкальный журнал, выходивший еженедельно в 1958—1975 годах под эгидой Record Mirror. Дважды журнал менял название: на Disc Weekly  (1964—1966) и Disc and Music Echo  (1966—1972).

## История
Первый номер журнала Disc вышел 8 февраля 1958 года. От двух основных музыкальных изданий, Melody Maker и New Musical Express, основной упор делавших на освещение «качественной» поп- и рок-музыки, а также деятельности музыкальной индустрии, Disc был изданием подчёркнуто поп-музыкальным, ориентированным на самого массового читателя и обозревавшего, в основном, события в чартах.
Журнал печатал списки поп-бестеллеров, основываясь на собственных данных, которые поступали из ограниченного числа музыкальных магазинов; сначала таковых было около 25, затем их число возросло до 100 к середине 1960-х годов.
В 1966 году журнал объединился с Music Echo, который незадолго до этого поглотил журнал Mersey Beat. Новое издание стало называться Disc and Music Echo (первое слово печаталось более крупным шрифтом) и — в отличие от большинства конкурентов — выходило с цветными фотографиями на обложке. Центральной фигурой в журнале (по свидетельству Дж. Сэвиджа) был Пенни Вэлентайн, обозреватель, специализировавшийся на обзорах новых синглов.
В июне 1966 года Disc and Music Echo стал первым журналом, поместившим скандально знаменитую «мясницкую» обложку альбома американского альбома Beatles Yesterday and Today, под заголовком «Битлз: Какая вырезка!» (англ. Beatles: What a Carve-up).